# 記者会見オープン化

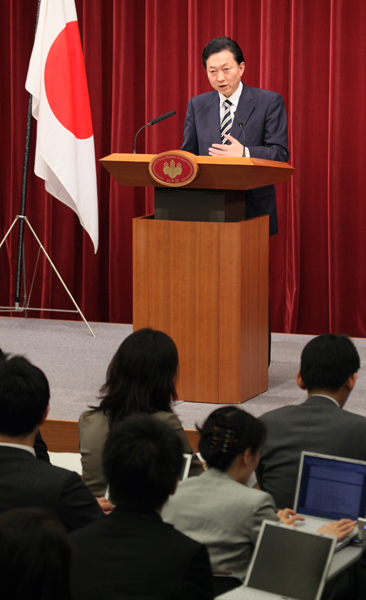
内閣総理大臣鳩山由紀夫の記者会見の様子（2010年5月28日）

記者会見オープン化（きしゃかいけんオープンか）とは、鳩山由紀夫内閣の大臣会見を開放し、すべての記者が平等に参加し、質問できるようにする動きである。記者会見開放、閣僚記者会見開放と呼ぶ場合もある。

## 概説
公的機関の記者会見で、既存の「記者クラブ」（全国紙やキーテレビ局、通信社）に属さない記者の取材が制限される状況は以前から問題視されていた。記者会見を開放することが民主党の公約とみなされた。
政権交代後、オープン化は期待ほど急激には実現しなかったが、外務省を皮切りに徐々に進んだ。2010年（平成22年）4月現在、記者会見のオープン化は外務省や金融庁、法務省、総務省、内閣府の一部（行政刷新会議）、環境省、首相官邸の7府省で行われている。総務省は、この他に7府省がオープン化されているとしている。
ただし、オープン化の方法や程度は様々で統一されたものではない。オープン化（狭義）とフルオープン化がせめぎ合っている。一部の記者から激しい抵抗がある。特に読売新聞は上層部の指示で反対しているという意見がある。オープン化に応じた記者クラブでも偏向報道や表に出てこない細かい規則、ぶら下がりや記者懇談会など閉鎖的な場での取材により既得権益を守ろうとしている。また新規参入する記者の間でもフルオープン化かオープン化かの意見は分かれている。日本インターネット報道協会のような記者クラブを結成して記者会見への参入を図る者と、記者クラブに属さずフルオープン化を求める者がいる。

## 分類
記者会見オープン化にはオープン化（狭義）とフルオープン化がある。狭義のオープン化とは、記者クラブの枠組みは存続したまま、元々ある記者クラブ以外の記者クラブや記者にも大臣会見を開放する事である。フルオープン化とは記者クラブの枠組みを撤廃して、大臣会見を記者クラブ制度から解放する事である。
記者クラブの枠組みとして、最初に問題となったのは会見の主催権や参加者の審査権である。従来の記者会見において、主催権や審査権は元々ある記者クラブが持っている。審査は密室で行われ、記者クラブ以外の記者は、はっきりしない理由で参加を拒絶された。また会見に参加しても、自由に質問できなかった。
フルオープン化を目指す方法として、会見の主催権や審査権を大臣が持つ方法がある。参加できる記者クラブを増やし、ネットメディアやフリーランス記者なども会見に参加し、自由に質問できるようにする。大臣主催の記者会見は理想的である。しかし、それだけに記者クラブの反対も大きい。今のところ、もともと会見の主催権や審査権を持っていた外務省以外では実現していない。
第二会見方式もある。元々ある記者クラブの記者会見とは別に大臣主催の記者会見を開くことで、記者クラブ制度とは無関係に、自由な記者会見を実現する。金融庁、行政刷新会議（内閣府）、環境省で行われている。
記者クラブ主催のオープン化は、首相官邸や総務省、法務省などで行われている。会見をコントロールしているのは従来通り元々ある記者クラブだが、ネットメディアやフリーランス記者が参加し質問出来るようになった。審査に関しても、首相官邸や総務省のように参加資格を明示する場合がある。しかし動画撮影禁止や記者の氏名非公開など細かい規則を押し付けてくる場合もある。

## 歴史

### 前史
日本では公的機関の記者会見が、全国紙や一部の業界紙、キーテレビ局や通信社などのごく一部のマスメディアで組織される「記者クラブ」によって主催されている。雑誌記者やフリーランスなどの「記者クラブ」に所属しない記者は質問すらできず取材を制限されている。特に、新興のネットメディアと組織に属さないフリーランスの記者は深刻である。
1996年、鎌倉市・竹内謙市長は記者クラブに属さない報道機関にも記者室と会見を開放。2001年には、長野県・田中康夫知事が「脱・記者クラブ宣言」を行い、記者クラブが利用していた県庁の記者室を廃止し、誰でも利用出来るプレスセンターを設置、知事会見を記者クラブではなく県主催で行うなど、一部の地方公共団体では会見をオープン化し、記者クラブ以外にも市政・県政報道の門戸を開く動きがあった。
2002年1月17日、日本新聞協会編集委員会は、「インターネットの普及によるメディアの多様化や情報公開法の施行などで、報道を取り巻く環境は大きく変化している」として記者クラブの枠組みを残した狭義のオープン化を実現したいとの見解を表明した。
民主党は以前から記者会見を開放しており、民主党への政権交代を期に公的機関の記者会見をオープン化し、平等な取材の機会を与えるべきとの意見が広がった。2009年（平成21年）3月、フリージャーナリストの上杉隆は小沢一郎代表から記者クラブ開放の言質を取ったと喧伝した。
2009年9月16日、鳩山由紀夫内閣が成立した。しかし、首相就任会見では外国特派員記者など一部の記者が新たに会見に参加したが、ネットメディアは事実上締め出され、会見でも質問したのは大手メディアがほとんどであった。これを公約破りだとして上杉隆、神保哲生など記者クラブの閉鎖性を追及しているジャーナリストから非難の声が上がり、
9月17日には衆議院議員の逢坂誠二のtwitterが炎上した。
一方、共同通信社は雑誌記者が会見に参加したことを受け、オープン化が実施されたかのような報道を行ったが、ジャーナリストの藤代裕之はこの共同通信の記事を引用し、「誤報といってもいい」と非難した。
また、この「締め出し」は記者クラブだけではなく、既存メディアや平野博文官房長官の意向を汲んでいるとの指摘もある。

### 外務省
最初に記者会見をオープン化したのは外務省だった。
2009年9月18日、外務大臣の岡田克也が大臣会見をすべてのメディアに開放すると表明した。
実際にはすべてのメディアに開放された訳ではなく、外務省の指定するメディア（記者クラブ）が増加した。外務省記者会（霞クラブ）の他に日本新聞協会、日本民間放送連盟、日本雑誌協会、日本インターネット報道協会、日本外国特派員協会および外国人記者登録証保持者、「上記メディアが発行する媒体に定期的に記事等を提供する者（いわゆるフリーランス）」の参加が認められた。
霞クラブは「大臣会見等に関する基本的な方針についての要望」、「記者会見等に関する見解」で返答した。オープン化に対しては検討中とし、会見時間の変更に対してのみ反発した。
2009年12月4日、岡田はアクセス・パスの発行を表明した。記者会見の他に、外国出張時の同行取材が可能になった。有効期間は1年である。
2010年1月8日、岡田は参加資格の拡大を表明した。外務省の指定するメディアが増加し、日本専門新聞協会と地方新聞協会が認められた。また、外務省が指定するメディアに属していなくても、「発行する媒体の目的、内容、業績などに照らし、それらのいずれかに準じると認め得る者」も参加できることになった。
2010年2月19日、岡田は外務省記者会（霞クラブ）に対して、閣議後のぶら下がり取材の廃止を伝えた。
岡田は閣議の内容は話せないという規則や、官邸や国会では参加者が限られること。オープンな記者会見を1時間ずつ週2回行っている事などを説明した。外務省記者会（霞クラブ）と激しい交渉が行われた。読売新聞や産経新聞などは、岡田の意図や経緯を説明せずに、取材拒否とだけ報じた。

### 金融庁
2009年9月29日、金融担当大臣の亀井静香が記者クラブに対して「全部オープンにいかないとだめだよ」と呼びかけた。
2009年9月30日、財務省・金融庁の記者クラブである財政研究会は総会を開催。規約の改定を拒否し、記者クラブ以外の記者は質問権のないオブザーバー参加という取り決めを継続した。
2009年10月6日、亀井は記者クラブ主催の記者会見の後に、大臣主催の「もうひとつの記者会見」を開くことにした。記者クラブが無償で借りている会見場は記者クラブの反対で使用できず、大臣室で記者会見を行うこととなった。
2009年11月、金融庁広報室は記者クラブに一本化を働きかけた。フリーランスとの共催なども打診した。2010年3月、記者クラブの臨時総会は、記者クラブ主催の記者会見への統合の方向性を打ち出した。2010年4月、フリーランス向けのヒアリングが行われた。記者クラブの我田引水に対して議論が起きた。

### 法務省
2009年9月29日、法務省記者クラブがフリーランスの記者の参加を再容認した。ただし、記者会見の主催や審査は、従来通り、記者クラブが行う。なお、検察庁の記者会見では、記者クラブ以外の参加を認めていない。

### 総務省
2009年9月29日、総務大臣の原口一博が「できるだけ、国民、内外各位に開かれた記者会見をしたい」とお願いした。
2010年1月5日、記者会見のオープン化が行われた。ただし、記者会見の主催や審査は、従来通り、元々の記者クラブが行っている。記者クラブが指定した日本民間放送連盟、日本雑誌協会、日本インターネット報道協会、日本外国特派員協会、日本専門新聞協会会員、フリーランスのみ参加が認められている。ITmediaは参加を拒否された。
2010年2月現在、総務省の記者クラブはフリーランス記者の動画撮影や動画配信を禁じている。また一部の記者の反対などにより、ホームページでの社名や記者名の公開が行われていない。

### 行政刷新会議（内閣府）
2010年3月4日、行政刷新担当大臣の枝野幸男は記者会見オープン化を始めた。記者クラブ主催の閣議後の記者会見とは別に、大臣主催のオープン記者会見を開催する。内閣府が指定するメディアは外務省と同じである。

### 首相官邸
2009年9月16日、首相就任会見で、外国特派員記者と雑誌記者が特例として会見に参加した。
2009年12月24日、鳩山由紀夫は「記者会見の開放に関しては、来年からもっと開放されるように、やるようにと申し伝えているところであります。本来であれば100日前に行われなければならないことでありましたが、なかなか諸事情、スペースの問題も含めて進んでいないことは申し訳なく思っておりますから、どうせ信じていただけないかもしれませんが、そのことに関しては私の決意は変わっておりません」と説明した。
2010年3月26日、記者会見のオープン化が行われた。「官を開く」一環として「記者会見もより開かれるようにしてまいりたい」「まず、その第一歩を開かせていただいた」「ぶら下がりという今までの慣習的なやり方よりも、もっと多くの皆様方に開かれた記者会見をより多く開かせていただくことの方が望ましい」と述べた。
2010年6月9日菅直人首相は、「1日2回のぶら下がり取材を1回に減らす代わりにフリーランスの記者らも参加する首相会見を月1回程度開く」、「午前と午後に1回ずつの官房長官会見も、フリー記者らを交えて午後の1回だけとし、午前は官房副長官が代行する」という記者会見の軽減とオープン化を内閣記者会に申し入れた。

### 環境省
2009年10月6日、環境大臣の小沢鋭仁は「御要請を申し上げておりますクラブのオープン化の話を是非皆さん方に御検討を改めてしていただきたいな」とお願いした。しかし記者達は、会見室のスペースやセキュリティの問題について反論するだけだった。
2010年3月、記者クラブはオープン化について回答した。一般紙と専門紙と環境省の意見調整の結果、記者クラブ主催の閣議後の記者会見とは別に、大臣主催の記者会見を開催することにした。
2010年4月6日、一般会見が開催された。
なお、外局である原子力規制委員会は控室(記者室)の使用をフリージャーナリストやネットメディアにも認めている。

### その他の状況
2010年3月30日、総務大臣の原口一博は各府省の記者会見のオープン化の状況についての調査結果を発表した。ネットメディアやフリーランス記者が会見に参加出来ないのは、CとDの6府省庁だった。
|   | 内容                                                                   | 省庁 | 数 |
| - | ---------------------------------------------------------------------- | --- | -- |
| A | フリーランス記者等も、一定の手続を経て、質問権を持って参加できる       | 内閣官房（鳩山総理大臣）、内閣府（菅大臣、川端大臣、福島大臣、仙谷大臣、平野大臣、原口大臣）、金融庁、公正取引委員会、消費者庁、総務省、法務省（本省）、外務省、財務省、文部科学省、厚生労働省（都道府県労働部の一部）、農林水産省、経済産業省、環境省 | 14 |
| B | フリーランス記者等も、質問権はないけれども、一定の手続を経て参加できる | 内閣府（前原大臣）、金融庁（記者クラブ主催会見）、厚生労働省（本省都道府県労働部の一部）、国土交通省 | 4  |
| C | 日本新聞協会加盟社の記者等は、一定の手続を経て参加できる               | 内閣府（中井大臣）、国家公安委員会、防衛省 | 3  |
| D | 記者クラブ加盟社の記者のみ参加できる                                   | 内閣官房（平野官房長官）、宮内庁、法務省（地方検察庁、矯正管区） | 3  |

この調査結果には異論もある。畠山理仁は、Bグループの厚生労働省はフリーランス記者の参加実績が無い。厚生労働省やAグループの財務省などの大臣は国会内で記者会見を開く事が多いので、国会記者証を持たないフリーランス記者は参加できない旨を述べている。

## インターネット技術の活用
記者会見オープン化はインターネット技術を活用し、会見を国民に直接オープン化するという意味合いもある。従来も内閣メールマガジンや政府インターネットテレビによる会見の録画配信が行われてきた。最近はリアルタイムなオープン化が試みられている。twitterやニコニコ生放送などの動画共有サービス、iPhoneなど様々なツールが使われている。
また記者会見だけでなく、総務省の政務三役会議のオープン化など、生の情報を幅広く伝えようという動きもある。